# Forțele Armate Române
Le Forze Armate romene (in romeno: Forțele Armate Române oppure Armata Română)  sono formate da: forze terrestri, aeronautica e marina. L'attuale comandante in capo è l'ammiraglio Gheorghe Marin, diretto dal ministero nazionale della difesa. Il presidente della Repubblica è il comandante supremo durante la guerra.
La spesa totale per le forze armate rappresenta il 2,05% del PIL nazionale, 6,14 miliardi di dollari (26°).140.000 tra uomini e donne formano le forze armate, 75.000 sono personale militare e altri 15.000 sono civili. Le forze di terra contano 45.800 soldati, l'aeronautica 13.250, le forze navali 6.800 mentre i rimanenti 8.800 servono in altri campi.
Le forze aeree operano con dei General Dynamics F-16 Fighting Falcon di 4ª generazione provenienti dal Portogallo e ammodernati dalla Lockheed Martin. L'aeronautica ha ordinato sette nuovi Alenia C-27J Spartan per modernizzare anche i mezzi militari atti al trasporto. Le forze navali hanno acquistato due nuove Classe Type 22 e altre quattro moderne corvette saranno acquisite nei prossimi anni. Le forze navali hanno anche ordinato quindici elicotteri IAR 330 Naval, prodotti dalla stessa Romania presso la Industria Aeronautică Română.

## Storia
Le attuali forze terrestri rumene furono formate nel 1860 , subito dopo l'unificazione della Valacchia con la Moldavia, e furono comandate da Alexandru Ioan Cuza, fino alla sua abdicazione nel 1866. Dal 1881 furono denominate Forțele Armate Regale Române.
Nel 1913 presero parte alla seconda guerra dei Balcani e dal 1916 alla prima guerra mondiale, a fianco degli austro-tedeschi.
Presero parte alla seconda guerra mondiale, dal 1941 a fianco dell'Asse, e dall'agosto 1944 contro.
Dopo il Colpo di Stato in Romania del 1947 divennero le filosovietiche Armata Populară Română. 
L'Armata Populară fu utilizzata prevalentemente come strumento di repressione interna, prima contro i movimenti partigiani anticomunisti degli anni 1950, e dopo contro le dimostrazioni di piazza ostili al regime comunista.
Aderì nel 1955 al Patto di Varsavia. Negli anni 1980 l'Armata Populară Română era la peggio equipaggiata tra le forze armate del Patto di Varsavia.
Gli alti ufficiali delle forze armate giocarono un ruolo centrale nella deposizione di Ceaușescu durante la Rivoluzione romena del 1989, nel corso della quale vari reparti dell'Esercito popolare si schierarono al fianco dei dimostranti. Nell'ambito del nuovo regime democratico, tornarono quindi nel 1990 alla designazione di Forțele Armate Române.
Durante il bombardamento NATO della Jugoslavia nel 1999, la Romania ha messo il suo territorio e il suo spazio aereo a disposizione delle truppe NATO e nell'estate del 1999 ha anche inviato truppe al contingente della Kosovo Force per stabilizzare la situazione in Kosovo e Metohija, e il 29 marzo 2004 ha aderito ufficialmente all'Organizzazione del Trattato del Nord Atlantico.
Le forze di terra hanno rinnovato in tempi recenti il loro equipaggiamento potendo in questo modo svolgere diversi compiti della NATO. L'esercito romeno sta partecipando alla missione di pace in Afghanistan mentre nel luglio 2009 ha terminato la missione in Iraq.

## Modernizzazione
Il piano di modernizzazione delle forze armate romene è stato diviso in tre fasi.
Il primo è stato completato nel 2007; il 2015 segna la data in cui verrà completata la seconda fase dove le forze armate avranno una compatibilità maggiore con quelle della NATO mentre nel 2025 terminerà la fase a lungo termine.
Tutte e tre le tappe mirano a: modernizzare le strutture, ridurre il personale e acquisire nuove tecnologie che rispondano ai requisiti della NATO.

## Educazione militare
In Romania vi sono tre accademie militari, una per ogni branca delle forze armate:
- Accademia delle forze di terra "Nicolae Bălcescu" (Sibiu)[5]
- Accademia dell'aeronautica "Henri Coandă" (Brașov)[6]
- Accademia navale "Mircea cel Bătrân" (Costanza)[7]

Inoltre a Bucarest ha sede l'Accademia di Tecnica Militare.

## Equipaggiamento
- Equipaggiamento delle forze armate romene